# Вільшаник-1
Вільшаник-1 — ботанічна пам'ятка природи місцевого значення. Об'єкт розташований на території Ковельського району Волинської області, на північ від с. Дубове. 
Площа — 4,3 га, статус отриманий у 1993 році за розпорядженням Волинської обласної ради народних депутатів від 03.03.1993 № 18-р. Перебуває у віданні філії «Ковельське лісове господарство», Ковельське лісництво, квартал 50, виділ 75.
Охороняється ділянка лісових насаджень віком близько 80 років, де зростають вільха чорна та береза повисла.

## Галерея

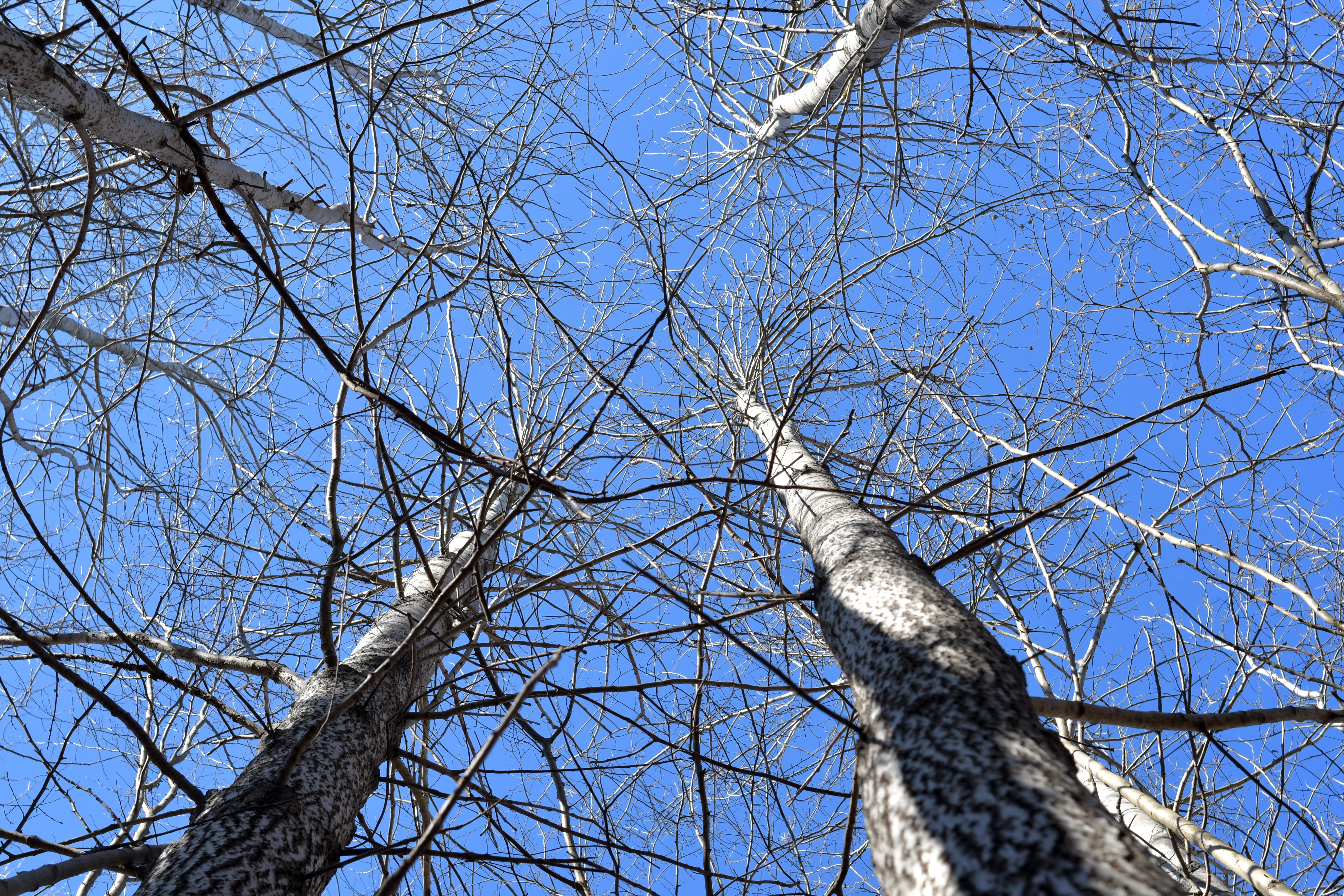
Погляд догори дерев
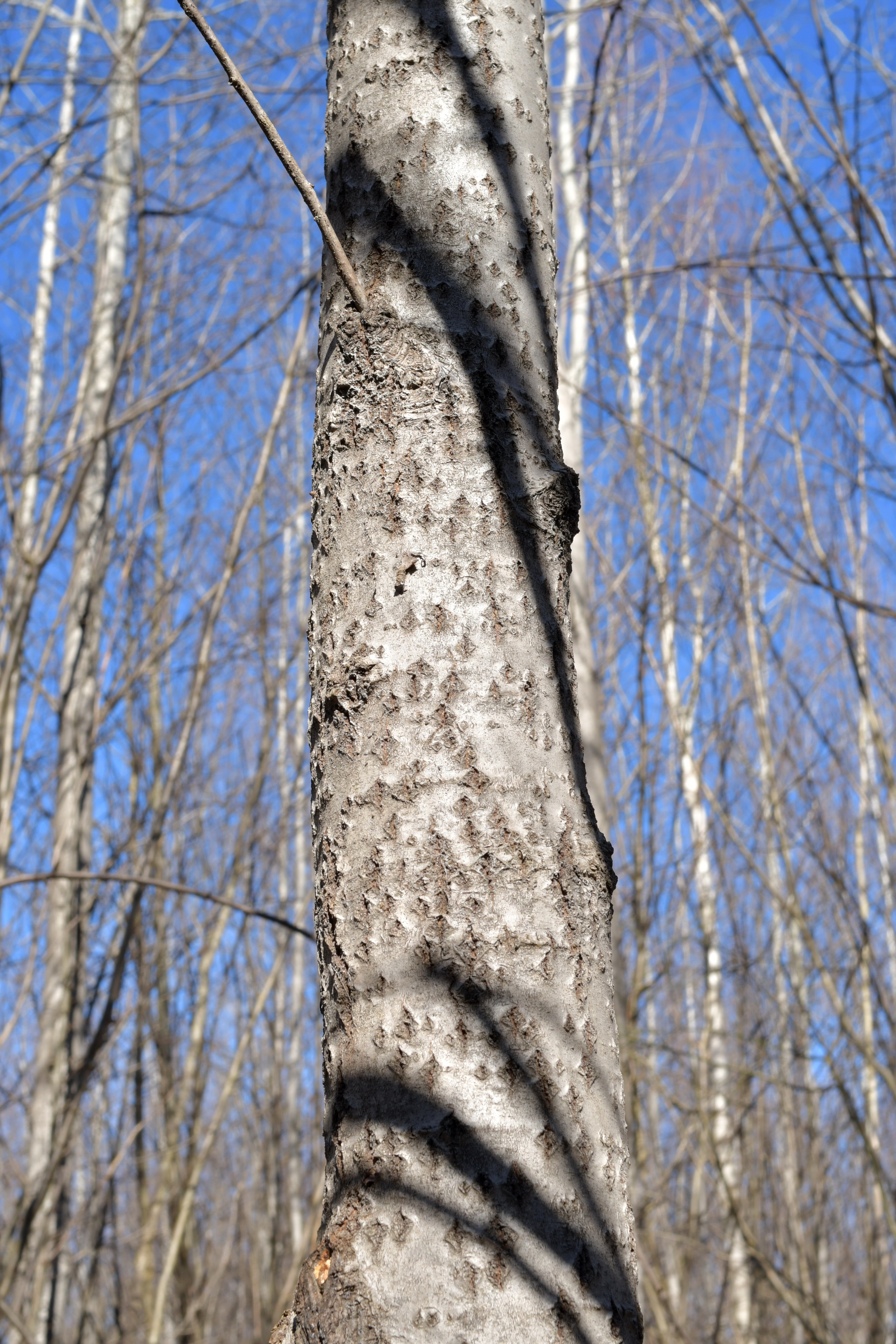
Кора вільхи
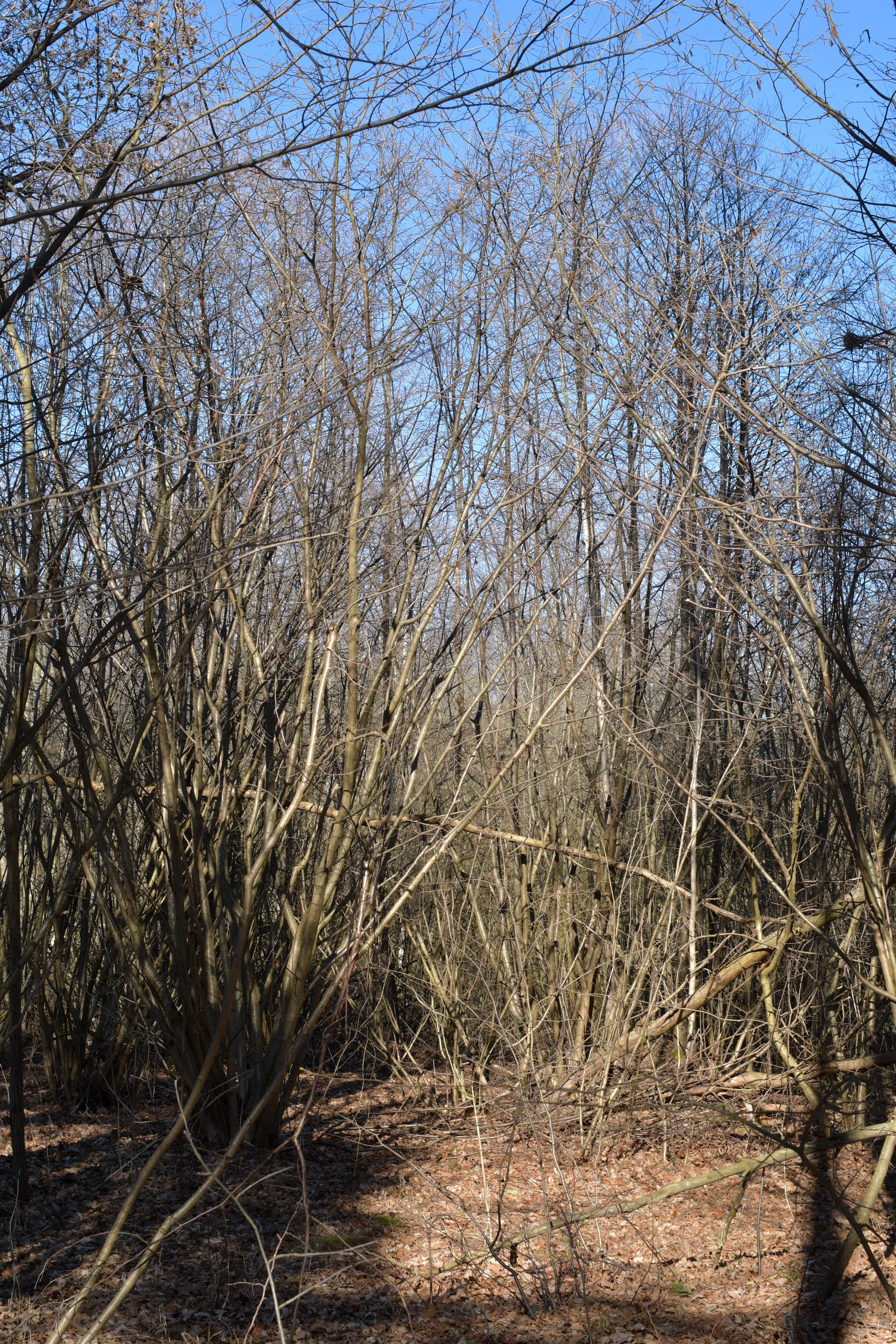
Молоді дерева
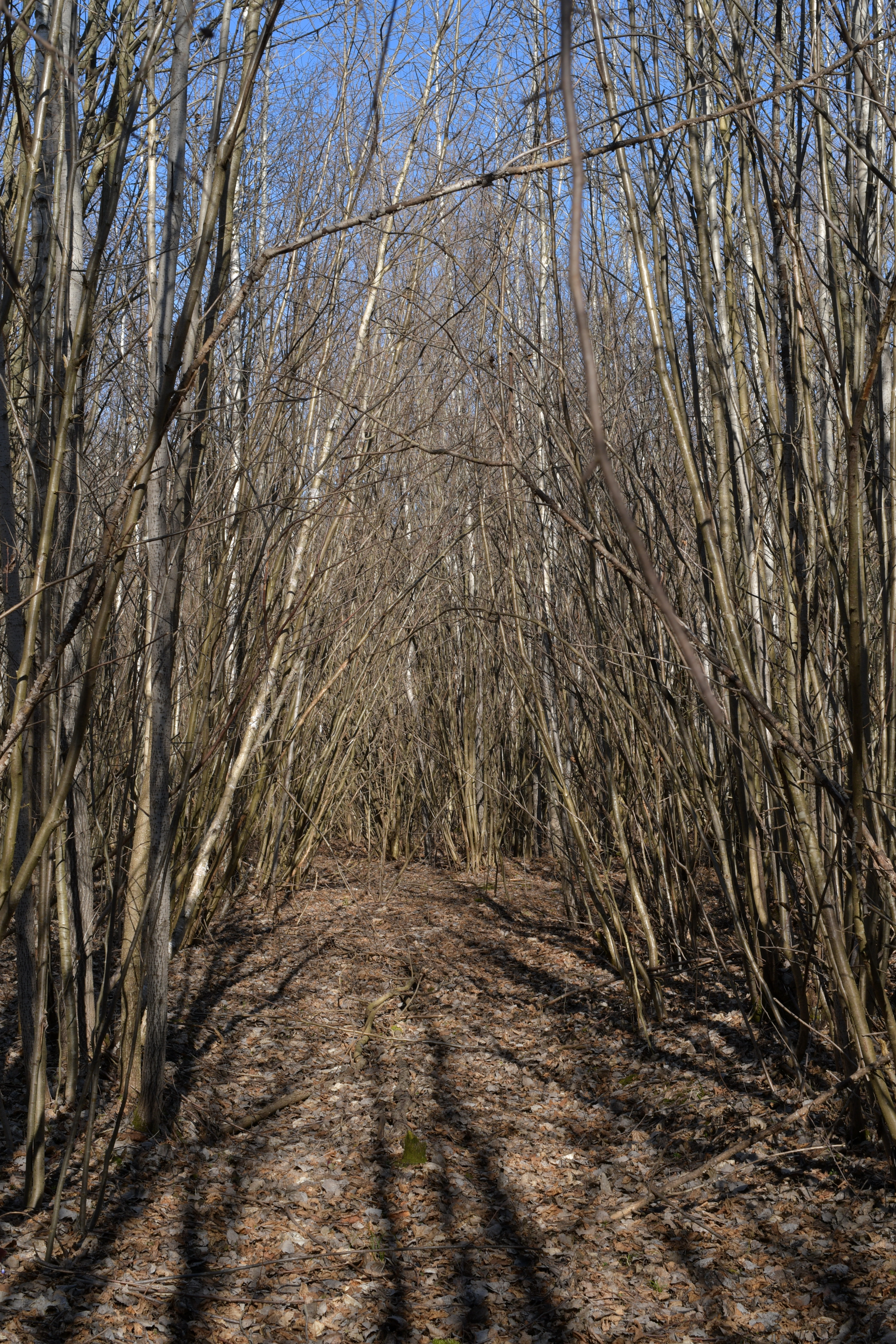
Тунель
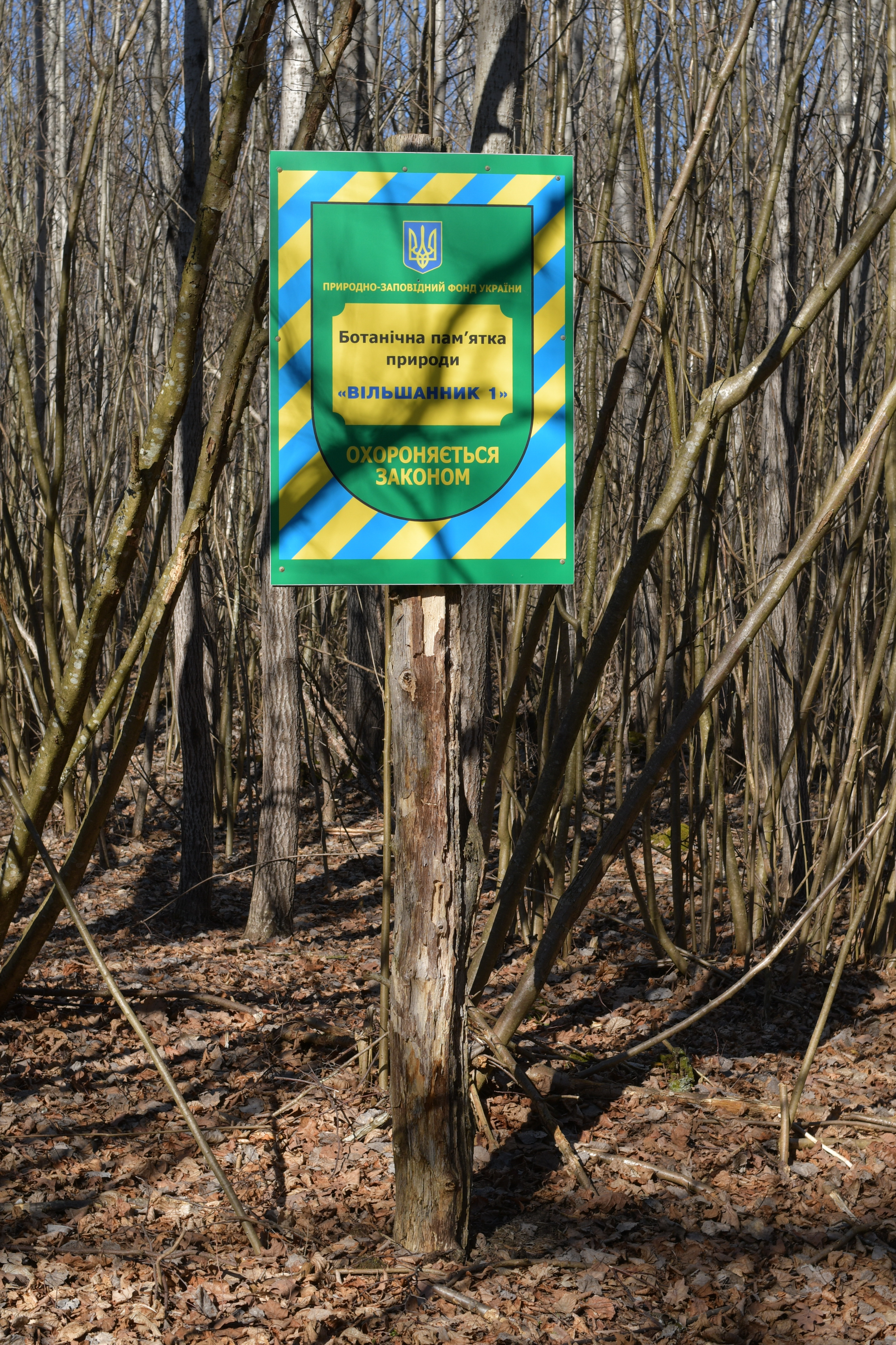
Охоронна дошка